# Örvös sertésborz
Az örvös sertésborz (Arctonyx collaris) a ragadozók (Carnivora) rendjén belül a  menyétfélék (Mustelidae) családjába tartozó Arctonyx nem egyetlen  faja.

## Elterjedése
Kína déli területein, Thaiföldön, Szumátrán és Indiában (főleg Szikkimben) honos.

## Alfajai
- Arctonyx collaris collaris
- Arctonyx collaris dictator
- Arctonyx collaris hoeveni
- Arctonyx collaris leucolaemus
- Arctonyx collaris albugularis
- Arctonyx collaris consul

## Megjelenése
Az örvös sertésborz hossza 55–70 centiméter, súlya 7–14 kilogramm. A farkának hossza 12–17 centiméter. A hátán és hasán sárgásszürke, fején fehér színű a szőrzet. A szájától a füleiig fekete csík húzódik.

## Életmódja
Mindenevő. Fő táplálékai kukacok, rovarok, csigák, gyümölcsök, gyökerek, kisebb méretű emlősök és madarak. Fogságban 12–13 évig is élhetnek.

## Külső hivatkozások
- A faj szerepel a Természetvédelmi Világszövetség Vörös Listáján. IUCN. (Hozzáférés: 2009. szeptember 21.)
- Képek a fajról